# Дряновица
Дряновица или Драновица (изписване до 1945 година: Дрѣновица, на гръцки: Δρανοβίτζα) е обезлюдено село в Република Гърция, разположено на територията на дем Драма, област Източна Македония и Тракия.

## География
Дряновица е разположено на подстъпите към Родопите в местността Чеч. Селото се намира на едно възвишение край река Места (днес язовир Черешовско езеро). Днес то попада в землището на село Осеница.

## История
В съкратен регистър на тимари и зиамети във вилаета Тимур хисар и в нахиите Неврокоп, Калоян, Кьопрьолю и др. от 1444 година фигурира и село Диране, от което в зиамета на Яхши бей, син на Хамза бей влизат 7 немюсюлмани и 1 неженен с приход 410 акчета. В подробен регистър на тимари и хасове във вилаетите Кара су, Драма, Зъхна, Кешишлик, Сироз, Неврокоп, Тимур хисар и Селяник от 1478-1479 година поименно са изброени главите на домакинства в Диренова съответно: 25 немюсюлмани и 3 вдовици. В съкратен регистър на тимари, зиамети и хасове в ливата Паша от 1519 година село Диране е вписано както следва - мюсюлмани: 4 домакинства, неженени - 4; немюсюлмани: 100 домакинства, неженени - 10, вдовици - 5. В съкратен регистър на санджаците Паша, Кюстендил, Вълчитрън, Призрен, Аладжа хисар, Херск, Изворник и Босна от 1530 година са регистрирани броят на мюсюлманите и немюсюлманите в населените места. Регистрирано е и село Диренова с мюсюлмани: 2 домакинства, неженени – 3; немюсюлмани: 5 домакинства, неженени – 1. През 1671 година в Неврокоп били свикани посланици от всички села в казата да свидетелстват в съда, че им е била изплатена изкупената от държавата продукция. От мюсюлманските села бил пращан мюсюлманин, от християнските – християнин, а от смесените – мюсюлманин и християнин. Селата, в които живели хора с по-висок обществен статут, са представени от тях без значение от религията им. В този документ Дряново е представено от Ибрахим Челеби.
Селото е обезлюдено по време на Балканските войни. Споменато е при формирането на община Осеница в 1919 година и след това е заличено.